# Henschel Hs 298

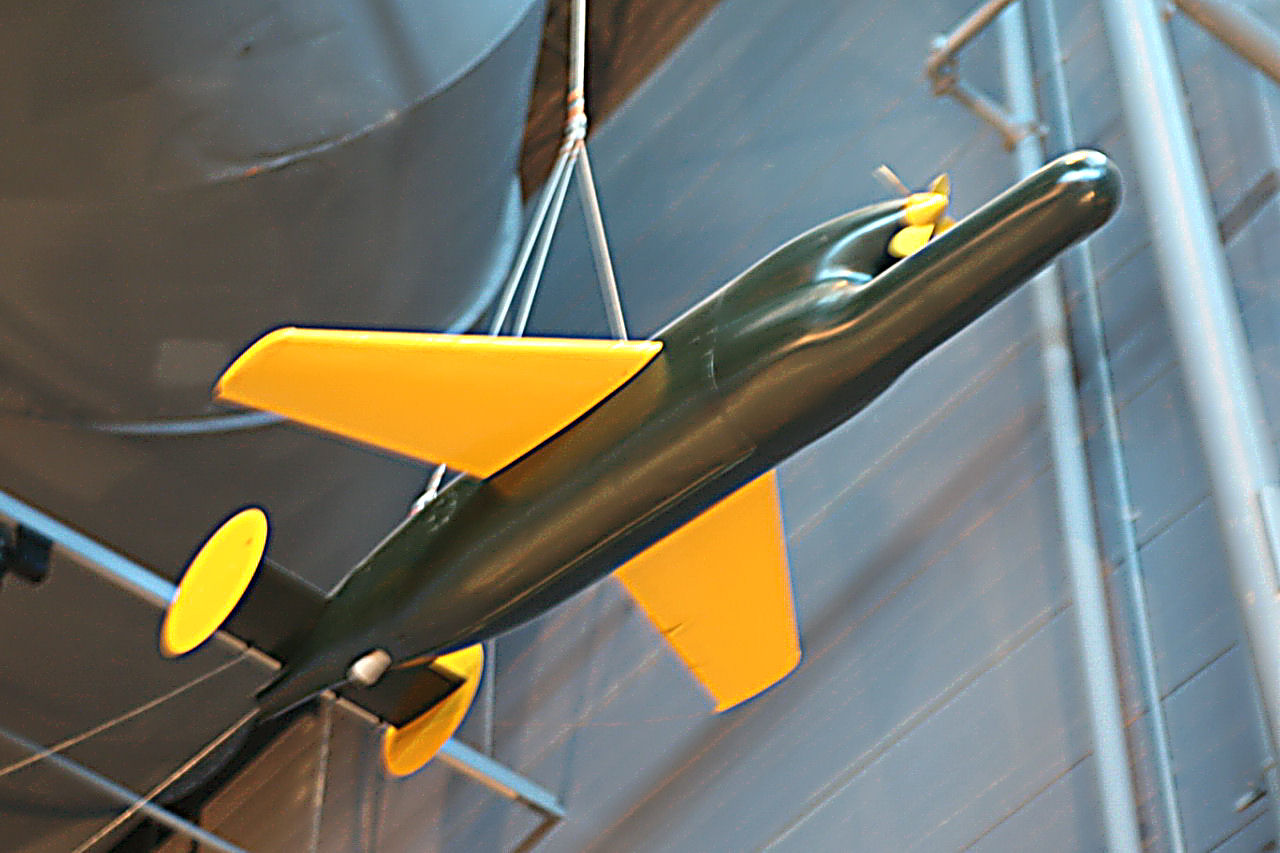
Henschel Hs 298

Die Henschel Hs 298 war eine projektierte deutsche Jägerrakete, heute Luft-Luft-Rakete genannt, im Zweiten Weltkrieg.
Auf Basis der bisherigen Entwicklungen von Fernlenkflugkörpern, wie z. B. der Henschel Hs 293, wurde die Hs 298 als gesteuerte Luftkampfrakete entwickelt. Angetrieben wurde die Rakete von einem Feststoffraketenmotor. Die Steuerung erfolge mit dem Funkgerätesatz FuG 206/FuG 232 über Radio-Befehlslenkung mit einer maximalen Reichweite von 1,5 km. Aufgrund der geringen Reichweite, insbesondere im Vergleich zur Kramer X-4, wurde das Projekt Anfang 1945 aufgegeben.